# One Drop (chanson)
Pour l’article homonyme, voir One Drop.
Singles de KAT-TUN
White X'mas
(2008) RESCUE
(2009)
One Drop est le 9e single du groupe KAT-TUN sorti sous le label J-One Records le 11 février 2009 au Japon. Il atteint la 1re place du classement de l'Oricon. Il se vend à 281 359 exemplaires la première semaine et reste classé 13 semaines, pour un total de 331 248 exemplaires vendus. Il sort en format CD, CD First Press et CD+DVD.
One Drop a été utilisé comme thème musical pour le drama Kami no Shizuku dans lequel joue Kamenashi Kazuya. One Drop est présente sur l'album Break the Records - by you & for you -.

## Liste des titres
| 1. | One Drop                    | SPIN   | t-oga, M.U.R | 3:36 |
| 2. | D-T-S                       | Sean-D | Morino       | 4:00 |
| 3. | One Drop (Original Karaoke) | SPIN   | t-oga, M.U.R | 3:36 |
| 4. | D-T-S (Original Karaoke)    | Sean-D | Morino       | 3:58 |

| 1. | One Drop   | SPIN   | t-oga, M.U.R     | 3:36 |
| 2. | D-T-S      | Sean-D | Morino           | 4:00 |
| 3. | On My Mind | Madoca | Ryuichiro Yamaki | 4:53 |

| 1. | One Drop | SPIN   | t-oga, M.U.R | 3:36 |
| 2. | D-T-S    | Sean-D | Morino       | 4:00 |

| 1. | One Drop  |  |
| 2. | Making of |  |